# Kopec (Prostiboř)
Kopec je malá vesnice, část obce Prostiboř v okrese Tachov v Plzeňském kraji. Nachází se asi půl kilometru jihovýchodně od Prostiboře. Je zde evidováno 8 adres. V roce 2011 zde trvale žilo pět obyvatel.
Kopec leží v katastrálním území Prostiboř o výměře 7,23 km².

## Historie
První písemná zmínka o vesnici pochází z roku 1720.

## Obyvatelstvo
| Rok            | 1869 | 1880 | 1890 | 1900 | 1910 | 1921 | 1930 | 1950 | 1961 | 1970 | 1980 | 1991 | 2001 | 2011 | 2021 |
| -------------- | ---- | ---- | ---- | ---- | ---- | ---- | ---- | ---- | ---- | ---- | ---- | ---- | ---- | ---- | ---- |
| Počet obyvatel | 50   | 50   | 46   | 42   | 36   | 39   | 26   | 12   | 14   | 1    | 1    | 0    | 0    | 5    | 4    |
| Počet domů     | 10   | 10   | 9    | 9    | 9    | 8    | 10   | 4    | 4    | 1    | 1    | 2    | 2    | 2    | 2    |

## Obecní správa
Při sčítání lidu v letech 1880–1979 Kopec byl osadou obce Prostiboř, se kterým patřil nejprve do okresu Stříbro, ale od roku 1960 v okrese Tachov. Od 1. ledna 1980 do 23. listopadu 1990 byl částí města Kladruby v okrese Tachov. Od 24. listopadu 1990 je opět částí obce Prostiboř v okrese Tachov.

## Pamětihodnosti
Na skalnatém návrší nad vesnicí stojí zřícenina prostibořského hradu přestavěného na barokní zámek. Hrad vznikl již ve 13. století a ve 14. století byl výrazně přestavěn. V první polovině 15. století byl dvakrát dobýván. Barokní přestavba byla provedena v 18. století.